# راما الخامس
الملك شولالون كورن (بالتايلندية: พระบาทสมเด็จพระจุลจอมเกล้าเจ้าอยู่หัว) الملقب راما الخامس (بالتايلندية:พระบาทสมเด็จพระปรมินทรมหาจุฬาลงกรณ์ฯ พระจุลจอมเกล้าเจ้าอยู่หัว) الحاكم الخامس لمملكة سيام والذي امتدت فترة حكمة من 20 سبتمبر 1853م إلى 23 أكتوبر 1910م ويعتبر واحد من أعظم ملوك سيام وتميز حكمه بتحديث شامل وواسع للمملكة وتحديث للحكومة وتنفيذ الكثير من الإصلاحات الاجتماعية ويعتبر شولالون كورن ملكاً مثقفاً حيث تلقى تعليماً غربياً إذْ تولَّت تعليمه مربية بريطانية منذ الصغر. تمكن الابن والملك الخامس من أسرة شاكريٍ من مواصلة الإصلاحات الاجتماعية التي بدأها والده، ففي فترة حكمه استطاع إلغاء تجارة الرق في سيام، وإعادة تنظيم الدولة وإقامة نظام تعليمي جديد صُمّم لخدمة كل أطفال الشعب. وفي عام 1909 وقعت بريطانيا مع تايلاند اتفاقًا يقضي باعتراف الأخيرة بأحقية بريطانيا في ولايتي كلنتن وبرليس مُقابل اعتراف بريطانيا بسيادة تايلاند على مملكة فطاني الإسلامية التي كانت قد احتلُّت في عهد فيرا شاكري "راما الأول"، والتي تطالب بالانفصال حتى يومنا هذا، وبذلك أصبحت محافظة فطاني محافظة تايلاندية بشرعية واعتراف دولي. توفي شولالون كورن «راما الخامس» في 23 أكتوبر 1910 من مرض في كليته.

## روابط خارجية
- راما الخامس على موقع الموسوعة البريطانية (الإنجليزية)
- راما الخامس على موقع قاعدة بيانات الفيلم (الإنجليزية)